# Den ljusa dag framgången är
Den ljusa dag framgången är är en psalm, skriven 1588 av Hans Christensen Sthen och översatt till svenska omkring 1640. 
Psalmen bearbetades av Johan Olof Wallin 1814. Den översattes på nytt 1976 av Anders Frostenson. Musiken är en dansk folkvisa nedtecknad 1693.
|  |
|  |

## Publicerad i
- 1695 års psalmbok som nr 367 med titelraden "Then liuse dagh framgången är", under rubriken "AftonPsalmer".
- 1819 års psalmbok som nr 438 under rubriken "Med avseende på särskilda personer, tider och omständigheter: Morgon och afton: Aftonpsalmer".
- 1937 års psalmbok som nr 438 under rubriken "Afton".
- 1986 års psalmbok som nr 501 under rubriken "Kväll".
- Svensk psalmbok för den evangelisk-lutherska kyrkan i Finland (1986) som nr 516 under rubriken "Morgon och afton", med något annorlunda text än i Den svenska psalmboken.